# 小行星3518
小行星3518（3518 Florena）是一颗绕太阳运转的小行星，为主小行星带小行星。该小行星于1977年8月18日发现。

## 轨道参数
小行星3518的轨道半长轴为2.6749814 UA，离心率为0.178。